# Legrandellus
Legrandellus és un gènere monotípic d'arnes de la família Crambidae. Conté només una espècie, Legrandellus fuscolarosalis, que es troba a les Seychelles (Aldabra).